# 노보연
노보연(1978년 11월 8일~)은 국립발레단에서 활동 중인 대한민국의 발레 무용수이다.

## 소개
1993년 러시아 바가노바발레아카데미에서 유학, 서울예술고등학교와 한국예술종합학교 졸업 후 2001년에 국립발레단에 입단하였다.

이후, 10년 이상 근속 후 2011년부터 현재에 이르기까지 한국예술종합학교에서 영재들을 대상으로 가르치며 본인의 재능을 나누어 주고 있다.

국립발레단 데뷔 전부터 개성있는 춤과 배역을 통해 세간에 이름을 알리기 시작해 2002년 한국인을 빛낸 발레스타로서 이름을 알렸으며, 당시 문화관광부(현, 문화체육관광부) 장관 표창을 2회나 수상한 바 있는 재원이다.

섬세함과 힘있는 무용의 조합으로 팬이 많았던 무용수이며, 자유자재의 연기력과 순발력이 돋보이며 특히 지젤 연기는 일품이라는 관계자 평이었다.

지젤과 라실피드를 가장 많이 수행하여 자신있어 한다고 하지만 백스테이지, 춘향과 카르멘과 같은 풍부한 선율과 다채로운 리듬, 극적인 춤을 보일 때 강점을 보이는 무용수로 이름이 높았다.

1999년에는 루마니아 국립발레단의 수석무용수(객원)을 역임, 지젤과 백조의 호수를 현지 공연하였다. 당시 학생 신분으로 외국무용단에 진출하는 것은 매우 이례적인 일이었다.

## 해외 객원
- 1999년 루마니아 국립발레단

## 출연작품

### 영화
- 2020년 발레리나 - 김수연 역

## 수상
- 2007년 한국발레협회상 프리마발레리나상
- 2006년 문화관광부 문화관광부 장관상(장관 : 김명곤) 표창
- 2005년 한국발레협회상 신인상
- 2001년 문화관광부 문화관광부 장관상(장관 : 김한길) 표창
- 2000년 바르나국제발레콩쿠르 베스트커플상
- 1999년 기타규슈아시아무용콩쿠르 국제교류상
- 1999년 기타규슈아시아무용콩쿠르 1등상(그랑프리)
- 1998년 동아무용콩쿠르 일반부 은상
- 1996년 동아무용콩쿠르 학생부 은상
- 1992년 세종대학교무용콩쿠르 대상

## 주요 작품
- 2007년 미하일 포킨의 춘향 춘향 역
- 2006년 카르멘 카르멘 역
- 2006년 돈 키호테 메르세데스, 집시, 거리의 무희 역
- 2005년 해적
- 2004년 잠자는 숲속의 공주 라일락 요정 / 다이아몬드 역
- 2003년 고집쟁이 딸 고집쟁이딸 리즈역
- 2002년 로미와줄리엣 유모(La Nurse) 역
- 2001년 호두까기인형 러시안 무희, 스페인 무희

## 그외 주연 작품
- 백조의 호수
- 신데렐라
- Allegro and brilliant
- 레이몬다(Raymonda)
- 세헤라자데(Scheherazade)
- 탈리스만 작품(Talisman)
- 라실피드(La Sylphide)
- 심포니 인 C(Symphony in C)
- 백스테이지(Back Stage)
- 카르미나 부라나(Carmina Burana)
- 피가로의 결혼(Marriage of Figaro)